# Mutabaruka
Mutabaruka (Kinyarwanda: „der immer Siegreiche“) (früher Allan Hope) (* 26. Dezember 1952 in Kingston, Jamaika) ist ein jamaikanischer Dub-Poet,  Musiker, DJ und Radio-Moderator. Eines seiner typischen Markenzeichen ist, dass er selbst bei eisigster Kälte noch barfuß läuft. Er ist verheiratet und hat zwei Töchter.

## Biografie
Nachdem er vier Jahre lang die Technische Schule in Kingston besucht hatte, arbeitete er zunächst als Techniker bei der jamaikanischen Telekom. Während dieser Zeit bekannte er sich zum Rastafari-Glauben und gestaltete seine Lebensweise (wie Ernährung und Haarschnitt) entsprechend der "ital livity" um. 1971 erfolgte der Umzug nach St. James, wo er lange mit seiner ersten Frau Yvonne und den zwei Kindern gewohnt hat. Nach seinem nationalen Durchbruch mit der Single "Every Time A Ear De Soun", erschien 1983 sein Debüt-Album Check it; zahlreiche weitere Veröffentlichungen folgten, die ihn auch in Europa bekannt machten.
Daneben hielt sich Mutabaruka oft in Negril auf, wo er den Kontakt mit ausländischen Besuchern suchte, um ihnen wichtige Aspekte des Lebens als Rastaman nahezubringen. Er ist ein überzeugter Vertreter des Rastafari-Glaubens, den er als einen von vielen möglichen universellen Wegen, neben dem Buddhismus, dem Hinduismus oder auch dem Christentum betrachtet. In den von ihm moderierten Radiosendungen „Cutting Edge“ und "Steppin Razor" auf Irie FM, diskutiert er immer wieder soziale und religiöse Themen. Er lehnt jedoch institutionalisierte Formen von Religionsausübung ab. Diese Einstellung und seine Spiritualität findet sich auch in seinen Gedichten und Liedtexten wieder. Mutabaruka ist, vielleicht noch mehr als für seine Musik, für seine wache und kritische Haltung gegenüber politischen und sozialen Ungerechtigkeiten bekannt.
Am 18. Mai 2000 hielt Mutabaruka eine Vorlesung an der Stanford University, die speziell an die dortige Caribbean Students Association gerichtet war. Er erläuterte dort seine Ansicht hinsichtlich des Unterschiedes zwischen Erziehung und Indoktrination.
Im Frühjahr 2007 bekam er die Gelegenheit, African American studies am Merritt College in Oakland zu lehren. Er hielt Vorlesungen an verschiedenen Einrichtungen in Jamaika, den USA, Kanada, Südafrika und Österreich.
Im Jahr 2010 wurde er vom Rotaract Club für 30 Jahre andauernden Einsatz auf dem Gebiet der Kunst ausgezeichnet. Ebenfalls im Jahr 2010 wurde ihm zu Ehren im Senegal eine Hütte errichtet. Am 24. März 2019 wurde ihm der Lifetime Achievement Award von Irie FM verliehen.
Heutzutage wohnt er mit seiner zweiten Frau in einem ländlichen Vorort der Hauptstadt Kingston.

## Aktivitäten
- Seit 1996 moderiert Mutabaruka jeweils mittwochs die wöchentliche Livesendung "Cutting edge" in dem jamaikanischen Radiosender Irie.fm. In dieser diskutiert er verschiedene Themen mit dem Publikum.
- Zudem moderiert er - ebenfalls auf Irie FM - seit 2014 jeden Donnerstag die Sendung Steppin' Razor.

## Diskographie
- 1983 - Check it
- 1983 - Dub Poets Dub
- 1984 - Outcry
- 1986 - The Mystery Unfolds
- 1989 - Any Which Way…Freedom
- 1991 - Blakk Wi Blak…K…K
- 1994 - Melanin Man
- 1996 - The Ultimate Collection
- 1996 - Gathering of the Spirits
- 1998 - Muta in Dub
- 2001 - Check it Remasterte Version
- 2002 - Life Squared
- 2006 - In Combination
- 2009 - Life and Lessons

## Filmographie
- 1993: Sankofa
- 2003: One Love

## Bücher
- The Next Poems / The First Poems (2006) LMH Books. ISBN 976-610-713-0.

## Ehrungen
- Order of Distinction, Commander Class (2016)[1]

## Sekundärliteratur
- M. Morris: Mutabaruka. Critical Quarterly (38/4) (1996) Abstract
- W. Zips: Mutabaruka: Die Rückkehr ins Mutterland. In: Zips, Werner. 2007. Rastafari: Eine universelle Philosophie im 3. Jahrtausend. Wien.